# Lockheed Martin X-59 QueSST
Lockheed Martin X-59 QueSST – projekt doświadczalnego, naddźwiękowego samolotu powstającego w ramach programu Quiet Supersonic Technology. Maszyna posłuży do badania redukcji grzmotu dźwiękowego towarzyszącego przekraczaniu bariery dźwięku.

## Historia

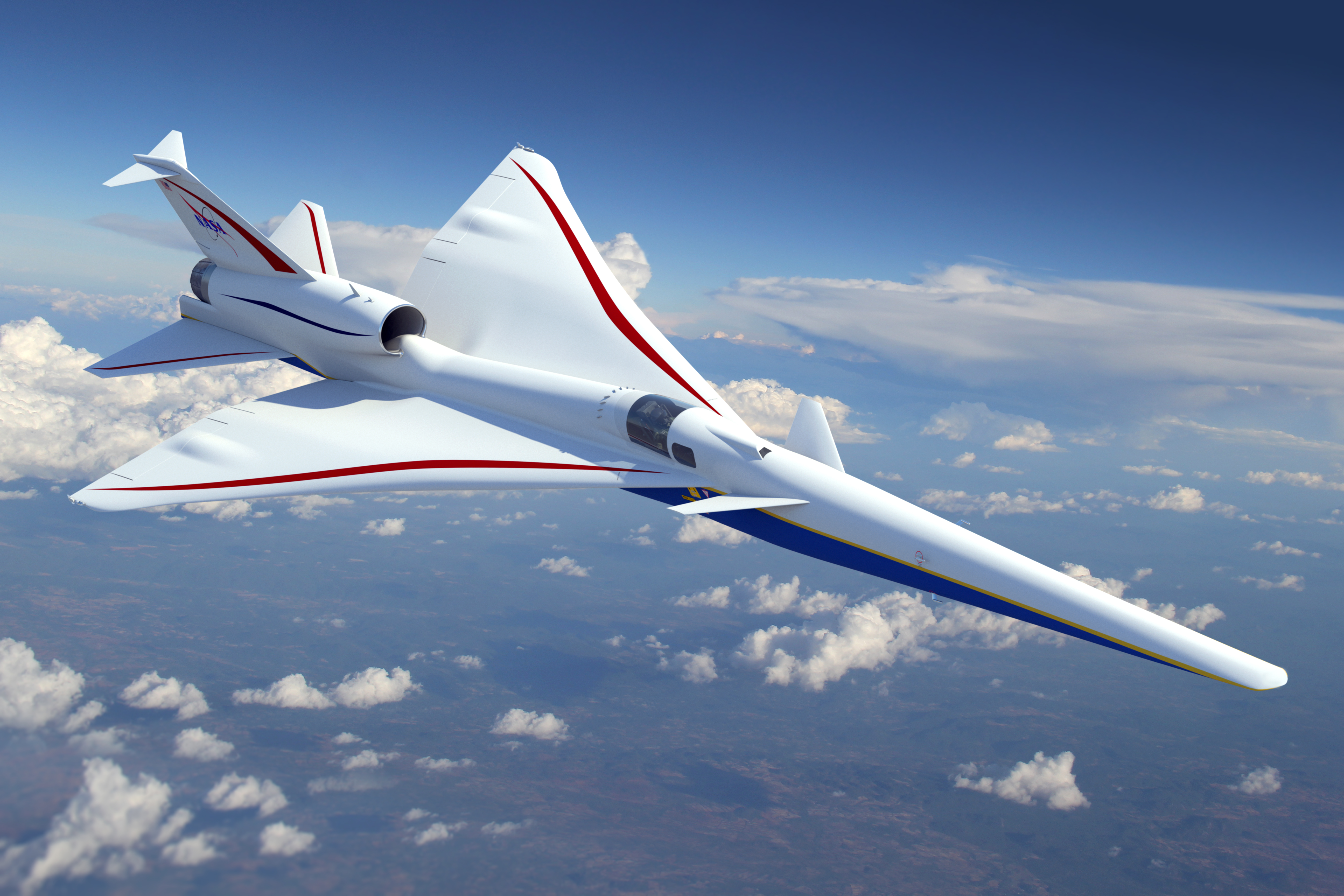
Artystyczna wizja X-59 w locie

Powstający w trakcie lotu z prędkością naddźwiękową grom dźwiękowy stanowi podstawowy powód ograniczeń w wykonywaniu tego typu przelotów, jakie narzucone zostały przez ustawodawstwo regulujące zasady ruchu lotniczego. Natężenie hałasu, jego wpływ na środowisko i ludzi stanowi istotny element hamujący rozwój naddźwiękowego lotnictwa pasażerskiego. Przekraczanie prędkości dźwięku nad lądem przez samoloty komercyjne zostało zakazane przez Federal Aviation Administration w 1973 roku. Podobne ograniczenia nie są narzucone samolotom bojowym, wykonującym naddźwiękowe przeloty nad terenami niezaludnionymi lub otwartymi akwenami. Tym niemniej nawet one muszą w warunkach pokojowych przestrzegać zasad poruszania się w cywilnej przestrzeni powietrznej i nie przekraczać bariery dźwięku. Współcześnie trwają pracę nad redukcją natężenia hałasu generowanego przez samoloty naddźwiękowe do poziomu akceptowalnego przez ludność zamieszkującą tereny, nad którymi tego typu przeloty odbywałyby się, a tym samym zmianę obowiązujących regulacji prawnych.
Jednym z projektów mających zweryfikować możliwość ograniczenia gromu dźwiękowego jest program NASA Quiet SuperSonic Technology. Jego celem jest zaprojektowanie i budowa samolotu zdolnego do lotu z prędkością naddźwiękową ze znacznie zredukowanym natężeniem hałasu, powstającego klasycznie w takich lotach, oraz wykonanie badań w locie nad wybranymi obszarami Stanów Zjednoczonych celem sprawdzenia wpływu przelotów samolotu na ludzi i środowisko. Zebrane informacje mają zostać zaprezentowane Federal Aviation Administration, która na ich podstawie będzie władna zmienić obowiązujące do dziś regulacje prawne dotyczące wykorzystania cywilnych samolotów naddźwiękowych. 2 kwietnia 2019 roku, NASA poinformowała, iż Lockheed Martin otrzymał kontrakt na budowę eksperymentalnego samolotu doświadczalnego, oznaczonego jako Lockheed Martin X-59 QueSST Low-Boom Flight Demonstrator. Nowa konstrukcja, w celu obniżenia kosztów budowy, wyposażona została w wiele systemów i układów już dostępnych na rynku i wykorzystywanych w eksploatowanych samolotach. Silnik turbowentylatorowy General Electric F414 jest jednostką masowo używaną w samolotach Boeing F/A-18E/F Super Hornet. Dwie takie jednostki w sierpniu 2020 roku dostarczono do Centrum Badania Lotu imienia Neila A. Armstronga w Edwards Air Force Base w celu ich wykorzystania w projekcie X-59. Jeden silnik pozostawiony został jako zapasowy. Kokpit maszyny wzorowany jest na drugiej kabinie szkolnego Northrop T-38 Talon. Z General Dynamics F-16 Fighting Falcon pochodzi podwozie nowej konstrukcji. Część elementów układu napędowego pochodzi z rozpoznawczego Lockheed U-2. Drążek sterowy pochodzi z bojowego Lockheed F-117 Nighthawk. Komponenty pozyskano z maszyn składowanych w 309th Aerospace Maintenance and Regeneration Group w bazie Davis-Monthan Air Force Base w Tucson w Arizonie. Z uwagi na specyficzną budowę dzioba samolotu, charakteryzującą się dużym wydłużeniem, kabina pilota pozbawiona jest klasycznego oszklenia. Pilot dysponuje jedynie oknami w widokiem na boki samolotu. Obraz z przodu samolotu prezentowany jest na dużym wyświetlaczu o rozdzielczości 4K, umieszczonym przed pilotem. Wyświetlacz jest częścią systemu widoczności zewnętrznej (eXternal Visibility System). Obraz, który widzi pilot, generowany jest przez dwie umieszczone na zewnątrz konstrukcji kamery i uzupełniony o dodatkowe dane terenowe. Za budowę ze strony Lockheed Martin odpowiedzialny jest jego oddział Advanced Development Programs (Zaawansowanych Programów Rozwojowych) znany również pod określeniem Skunk works. Za strony NASA w projekcie uczestniczy również Centrum Badania Lotu imienia Neila A. Armstronga, Langley Research Center, Centrum Badawcze imienia Johna H. Glenna i Centrum Badawcze imienia Josepha Amesa. Oblot samolotu planowany był wstępnie na 2021 rok, lecz doszło do licznych opóźnień. Po oblocie dalsza cześć prac ma być prowadzona w Centrum Badania Lotu imienia Neila A. Armstronga. Po ich zakończeniu maszyna ma przejść próby w locie z prędkością ponaddźwiękową na poligonie w rejonie Edwards Air Force Base. W kolejnych latach ma być przeprowadzona trzecia faza prób, za którą będzie ponownie odpowiedzialny ośrodek imienia Neila A. Armstronga. Loty prowadzone w tej fazie testów mają dać odpowiedź na pytanie dotyczące wpływu naddźwiękowego lotu na społeczności lokalne. Próby mają zostać przeprowadzone w rejonie sześciu wybranych miast na terenie kontynentalnej części Stanów Zjednoczonych.
19 czerwca 2019 roku NASA poinformowała o rozpoczęciu montażu X-59. Zaczął się on od umieszczenia na stole montażowym elementu dźwigara skrzydła samolotu. Końcowy montaż prototypu rozpoczął się 17 grudnia 2019 roku. W listopadzie 2021 roku NASA poinformowała o zakończeniu montażu demonstratora przeznaczonego do prób wytrzymałościowych. Przeszedł on pomyślnie próby strukturalne w Fort Worth w Teksasie. 12 stycznia 2023 roku odbyła się uroczystość wytoczenia (ang. roll out) z hali zakładów montażowych w Palmdale ukończonego demonstratora X-59. Maszyna otrzymała znaki N859NA.
Głównymi elementami nowej konstrukcji, które w zamierzeniach twórców maszyny mają znacznie zmniejszyć intensywność gromu dźwiękowego, jest mocno wydłużony dziób samolotu oraz niewielkie przednie usterzenie. Ich konstrukcja ma rozproszyć fale uderzeniowe, powstające podczas przekraczania bariery dźwięku, uniemożliwiając ich nakładanie się na siebie i wzmacnianie. Wlot powietrza do silnika umieszczony jest u podstawy statecznika pionowego, przez co umieszczony pod nim płat tworzy rodzaj ekranu dźwiękowego, dodatkowo chroniącego znajdujących się na ziemi ludzi przed hałasem przelatującego samolotu. Zdaniem konstruktorów, przejście maszyny z lotu poddźwiękowego do naddźwiękowego będzie miało natężenie dźwięku rzędu 75 dB lub mniejsze (Concorde wytwarzał wówczas dźwięk o natężeniu rzędu 105–110 dB). Lot X-59 z prędkością przelotową Mach 1,5 ma dla obserwatora na Ziemi nie różnić się hałasem od przelotu klasycznych, pasażerskich samolotów odrzutowych.
W ramach przygotowań do prób docelowego aparatu, w listopadzie 2018 roku, należący do NASA McDonnell Douglas F/A-18 Hornet wykonał serię lotów nad gęsto zaludnionymi rejonami aglomeracji Houston. W trakcie trwających dwa tygodnie lotów, samolot wykonywał manewry, które swoim hałasem miały przypominać cichy grom, jaki ma wywoływać docelowy X-59. Podczas prób, zbierano informacje od mieszkańców na temat odczuwanego przez nich poziomu hałasu, oraz dane pozyskane z dwudziestu rozstawionych na ziemi mikrofonów.